# Astura
Astura est un ancien village d'Italie à l'embouchure du fleuve éponyme, aujourd'hui une frazione de la commune de Nettuno, dans la province de Rome, dans le Latium.

## Géographie
Ancienne île appelée par les anciens mer d'Astura (Aστυρα, en grec), est aujourd'hui la péninsule nommée Torre Astura appartenant à la commune de Nettuno.

## Histoire
Autrefois petite ville du Latium, Cicéron y avait une maison de campagne. 
Frédéric II du Saint-Empire la ruina en 1227 et Frédéric Ier de Bade-Bade y fut fait prisonnier le 8 septembre 1268.